# La hija del tiempo
La hija del tiempo (en inglés: The Daughter of Time) es una novela detectivesca de 1951 obra de Josephine Tey, sobre la investigación de un oficial de policía moderno sobre los presuntos crímenes del rey Ricardo III de Inglaterra. Fue el último libro que publicó Tey en su vida, poco antes de su muerte. En 1990 fue votada como la número uno en la lista de las 100 mejores novelas policiales de todos los tiempos compilada por la británica Crime Writers' Association. En 1995 fue votada como la número cuatro en la lista de las 100 mejores novelas de misterio de todos los tiempos compilada por la Mystery Writers of America.

## Sinopsis
Alan Grant, inspector de Scotland Yard (un personaje que también aparece en otras cinco novelas del mismo autor) se siente aburrido mientras está confinado a la cama en el hospital con una pierna rota. Marta Hallard, una actriz amiga suya, sugiere que debería divertirse investigando un misterio histórico. Ella le trae algunas fotografías de personajes históricos, consciente del interés de Grant por los rostros humanos. Le intriga un retrato del rey Ricardo III. Se enorgullece de poder leer el carácter de una persona a partir de su apariencia, y el rey Ricardo le parece un hombre gentil, amable y sabio. ¿Por qué todos están tan seguros de que fue un asesino cruel?
Con la ayuda de otros amigos y conocidos, Grant investiga la vida de Ricardo y el caso de los Príncipes de la Torre, poniendo a prueba sus teorías con los médicos y enfermeras que lo atienden. Grant pasa semanas reflexionando sobre información y documentos históricos con la ayuda de Brent Carradine, un simpático joven investigador estadounidense que trabaja en el Museo Británico. Utilizando la lógica de su detective, llega a la conclusión de que la afirmación de que Ricardo es un asesino es una invención de la propaganda Tudor, al igual que la imagen popular del rey como un monstruoso jorobado.

## Temas y argumentos
El libro explora cómo se construye la historia y cómo ciertas versiones de eventos llegan a ser ampliamente aceptadas como la verdad pese a la falta de evidencia y/o plausibilidad lógica. Grant llega a comprender las formas en que se construyen los grandes mitos o leyendas urbanas y cómo, en este caso, los victoriosos Tudor se aseguraron de que prevaleciera su versión de la historia.
El título de la novela está tomado de un viejo proverbio («La verdad es hija del tiempo») que Tey cita como epígrafe de la novela. Como todos los aforismos, este proverbio ha sido citado, parafraseado o mejorado directamente muchas veces a lo largo de los siglos por múltiples pensadores famosos como Aulus Gellius y Abraham Lincoln (citas directas); Sir Francis Bacon (cita mejorada: «La verdad es hija del tiempo, no de la autoridad»); y Tales de Mileto (parafraseando: «Es hora de que haya descubierto, o en su momento descubrirá, todas las cosas que están ocultas»), por nombrar sólo a algunos.
La novela también explora y combina diferentes tipos de escritura histórica. En su investigación, Grant comienza con libros de historia para niños, luego pasa a las historias populares generales y la muy erudita pero aburrida Historia Constitucional de Inglaterra de Tanner. También lee la History of King Richard III de Tomás Moro y una novela histórica llamada The Rose of Raby de «Evelyn Payne-Ellis», sobre la vida de la madre de Ricardo, Cecilia Neville. Tanto la historia de Tanner como la novela son inexistentes; se ha sugerido que el título de este último se deriva de la biografía de Guy Paget de 1937 del mismo nombre.
Otros supuestos mitos históricos mencionados por el autor son la historia comúnmente creída (pero falsa) de que las tropas dispararon contra el público en el disturbios de Tonypandy de 1910, la representación tradicional de la masacre de Boston, el martirio de Margaret Wilson y la vida y muerte de María I de Escocia. Grant adopta el término «Tonypandy» para describir mitos históricos ampliamente creídos, como los supuestos tiroteos en los disturbios de Tonypandy, y cree que los relatos populares de las actividades de Ricardo entran en esta categoría. Esta línea de pensamiento refleja una aversión y desconfianza hacia las narrativas populares emocionales sobre supuestas injusticias históricas que también aflora en otras obras de Tey.

## El caso de Grant por la inocencia de Ricardo III

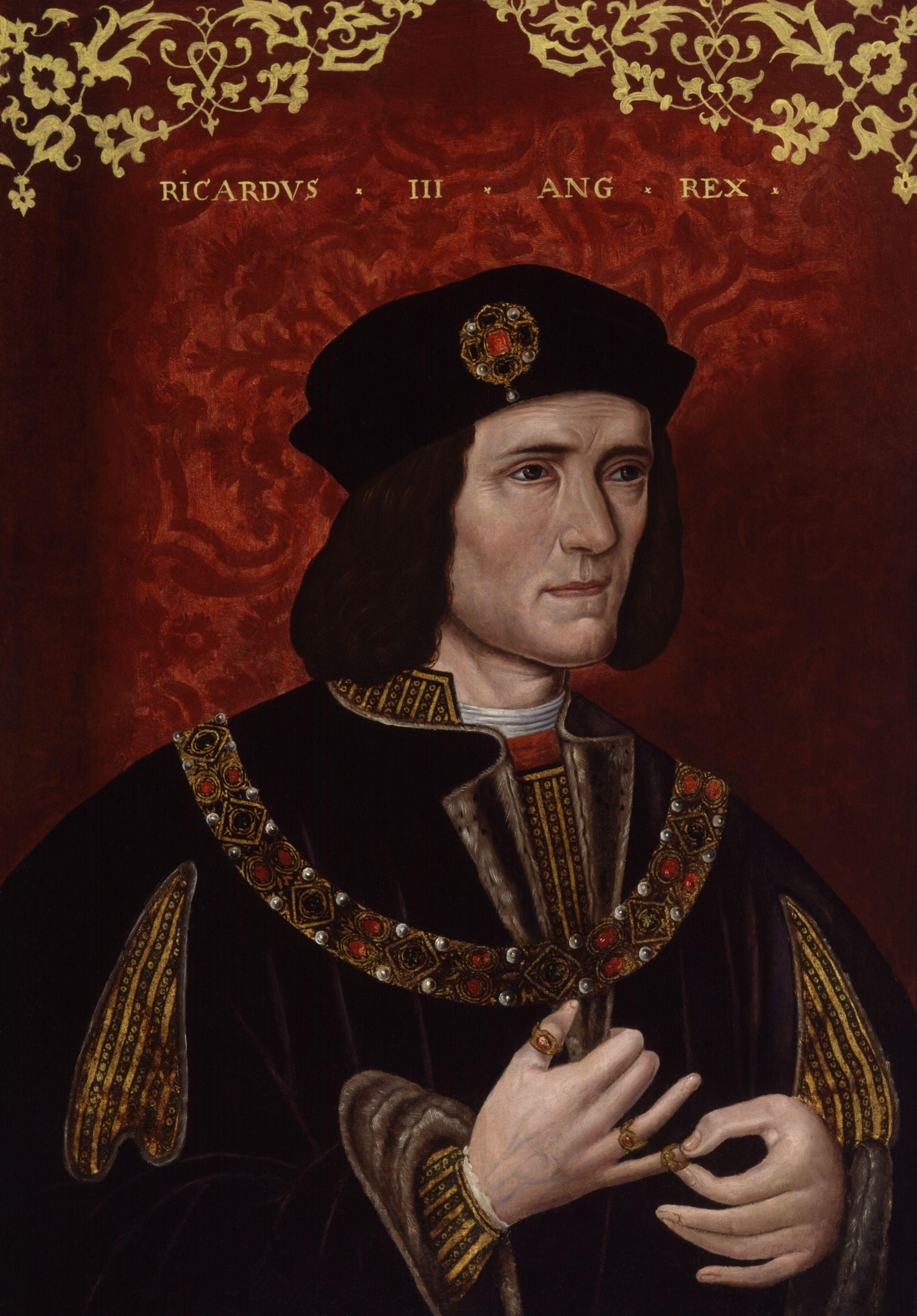
Retrato de Ricardo III de finales del (National Portrait Gallery, Londres), copiado de uno de principios del de las Colecciones Reales. Grant guarda una reproducción de esta versión junto a su cama.

En esta novela, como en otras obras como The Franchise Affair y Miss Pym Disposes, Josephine Tey se basa parcialmente en la fisonomía como medio para determinar una evaluación inicial del carácter de una persona. El primer impulso de Grant hacia una investigación intelectual sobre si Ricardo III realmente hizo que los dos principales herederos del trono de su hermano muerto fueran asesinados cruelmente en la Torre de Londres es su certeza inicial de que el rostro de Ricardo no podría ser el de alguien que cometería un crimen tan bajo como el asesinato a sangre fría de sus dos jóvenes sobrinos. Sin embargo, esto es solo una intuición inicial; la chispa original que hace que Grant quiera saber más sobre (y por lo tanto, en última instancia, investigar e investigar) el verdadero carácter y los antecedentes de Ricardo III en lugar de cualquiera de las otras personalidades históricas de las que su amiga Marta Hallard le ha proporcionado imágenes (con el fin de aliviar su aburrimiento postrado en la cama).
La subsecuente investigación policial que Grant emprende durante el resto de la novela para encontrar alguna evidencia circunstancial de que Ricardo (o cualquier otra persona) se deshizo de los príncipes revela que nunca hubo un bill of attainder, una investigación del coroner o cualquier otro procedimiento legal que al mismo tiempo acusara - y mucho menos condenara - a Ricardo III de cualquier juego sucio contra los Príncipes de la Torre. También señala que nadie informó de la desaparición de los príncipes hasta después de la batalla de Bosworth Field, momento en el que Ricardo estaba muerto y los príncipes se encontraban bajo la custodia de Enrique VII en la Torre. Grant llega a la conclusión de que Enrique es un autor del regicidio dual mucho más probable que Ricardo cuando la pregunta de «¿quién instigó la matanza de los príncipes?» se aborda desde la perspectiva tradicional de detección de delitos de medios, motivos y oportunidades, en particular el motivo.
Los argumentos de Tey a favor de Ricardo repiten algunos de los planteados en el libro de 1906 de Clements Markham Richard III: his life & character, reviewed in the light of recent research.
Los principales argumentos presentados en el libro en defensa del rey Ricardo son:
1. No existía ninguna ventaja política que pudiera obtener Ricardo III en matar a los jóvenes príncipes. Con el Titulus Regius promulgado, los dos príncipes no representaban ninguna amenaza para Ricardo una vez que fue coronado rey.
2. Los dos príncipes eran más una amenaza para Enrique VII, ya que la base de su reclamo de la corona de los Tudor era significativamente menos buena que la de ellos.
3. Aunque Enrique VII presentó un bill of attainder contra Ricardo después de la batalla de Bosworth, no mencionó la desaparición de los príncipes de la Torre, lo que sugiere que en el momento en que se presentó el bill of attainder al Parlamento, los príncipes aún no habían desaparecido.
4. El bill of attainder que Enrique y los magnates que lo apoyaron presentaron posteriormente contra el fallecido Ricardo simplemente lo acusa genéricamente de «crueldad y tiranía» durante su reinado; no hay ninguna acusación específica, ni siquiera una mención, de la supuesta complicidad de Ricardo en el desaparición de príncipes o de sus muertes asumidas.
5. La madre de los príncipes, Elizabeth Woodville, se mantuvo realmente en buenos términos con Ricardo una vez que fue rey, y sus hijas participaban regularmente en eventos sociales en su corte. Grant observa que este no era el comportamiento habitual de una madre que creía, o incluso sospechaba, que Ricardo había ordenado la muerte de sus dos hijos pequeños.
6. No hay evidencia registrada contemporánea de que los príncipes faltaran en la Torre antes de que Enrique VII se hiciera cargo de su custodia. Es sólo en ese momento que los rumores y acusaciones especulativas comienzan a registrarse en documentos históricos.

Grant y su colaborador estadounidense argumentan que hay poca evidencia de resistencia al gobierno de Ricardo (ignorando la rebelión de Buckingham). Admiten que hubo rumores de que asesinó a los príncipes durante su vida, pero deciden que los rumores tenían poca circulación y los atribuyen a la Crónica de Croyland y al Lord Canciller de Francia, y en última instancia al simpatizante de los Tudor, John Morton. También proponen que Morton fuera el autor real de la biografía de Ricardo de Tomás Moro, lo que sugiere que el manuscrito incompleto encontrado después de la muerte de Moro era una copia inacabada del original perdido de Morton. Llegan a la conclusión de que los príncipes probablemente permanecieron vivos durante el reinado de Ricardo y luego fueron asesinados por Enrique.

## Importancia literaria y crítica
En su publicación, Anthony Boucher calificó el libro como «uno de los clásicos permanentes en el campo de los detectivescos [...] uno de los mejores, no del año, sino de todos los tiempos.» Dorothy B. Hughes también lo elogió, diciendo que es «no sólo uno de los [libros de] misterios más importantes del año, sino de todos los años.»
Winston Churchill declaró en su A History of the English-Speaking Peoples su creencia en la culpabilidad de Ricardo por el asesinato de los príncipes, y agregó: «Se necesitarán muchos libros ingeniosos para plantear la cuestión de la dignidad de una controversia histórica», probablemente refiriéndose a la novela de Tey, publicada siete años antes. Los artículos de Sir Alan Lascelles contienen una referencia a su conversación con Churchill sobre el libro.

## Adaptaciones
Se han emitido dos adaptaciones de radio. Primero en 1952 (guionista no acreditado) y el 25 de diciembre de 1982 en el Afternoon Theatre de la BBC Radio 4 FM, dramatizado por Neville Teller.